# Студенці (Ловреч)
Студенці (хорв. Studenci) — населений пункт у Хорватії, в Сплітсько-Далматинській жупанії у складі громади Ловреч.

## Населення
Населення за даними перепису 2011 року становило 456 осіб.
Динаміка чисельності населення поселення:

## Клімат
Середня річна температура становить 10,55 °C, середня максимальна – 23,94 °C, а середня мінімальна – -4,31 °C. Середня річна кількість опадів – 956 мм.
| Клімат поселення                              | Клімат поселення | Клімат поселення | Клімат поселення | Клімат поселення | Клімат поселення | Клімат поселення | Клімат поселення | Клімат поселення | Клімат поселення | Клімат поселення | Клімат поселення | Клімат поселення | Клімат поселення |
| Показник                                      | Січ.             | Лют.             | Бер.             | Квіт.            | Трав.            | Черв.            | Лип.             | Серп.            | Вер.             | Жовт.            | Лист.            | Груд.            |                  |
| Середній максимум, °C                         | 8,06             | 8,52             | 11,97            | 15,52            | 19,82            | 23,53            | 23,94            | 23,91            | 20,09            | 16,01            | 11,09            | 8,22             |                  |
| Середня температура, °C                       | 1,88             | 2,34             | 5,78             | 9,34             | 13,63            | 17,35            | 19,44            | 19,41            | 15,60            | 11,52            | 6,59             | 3,71             |                  |
| Середній мінімум, °C                          | −4,31            | −3,84            | −0,4             | 3,16             | 7,45             | 11,16            | 14,95            | 14,91            | 11,10            | 7,03             | 2,10             | −0,77            |                  |
| Норма опадів, мм                              | 79               | 70               | 73               | 78               | 64               | 66               | 44               | 58               | 82               | 109              | 127              | 106              |                  |
| Середньомісячна швидкість вітру, м/с          | 2.75             | 3.14             | 3.16             | 2.98             | 2.65             | 2.36             | 2.34             | 2.23             | 2.50             | 2.62             | 3.10             | 3.18             |                  |
| Середньомісячна сонячна радіація, кДж/м²·день | 5555             | 8199             | 11902            | 16163            | 19780            | 22426            | 24293            | 21336            | 15964            | 10488            | 6022             | 4702             |                  |
| --------------------------------------------- | ---------------- | ---------------- | ---------------- | ---------------- | ---------------- | ---------------- | ---------------- | ---------------- | ---------------- | ---------------- | ---------------- | ---------------- | ---------------- |
| Джерело:                                      |                  |                  |                  |                  |                  |                  |                  |                  |                  |                  |                  |                  |                  |